# عائلة شيخ-واجد
عائلة شيخ واجد (البنغالية: শেখ – ওয়াজেদ পরিবার) هي سلالة سياسية بارزة في بنغلاديش، وتتألف بشكل أساسي من الشيخ مجيب الرحمن والشيخة حسينة ونسلها. تزوجت شيخة حسينة، ابنة الشيخ مجيب وبيغوم مجيب، من محمد واجد مياه في عام 1968 وتبنى أبنائها لقب واجد، وبذلك أُُضيف لقب واجد في عائلة الشيخ.
عائلة شيخ واجد هي أقوى عائلة في بنغلاديش. تمحورت مشاركتهم السياسية تقليديًا حول رابطة عوامي البنغلاديشية.

## أصل العائلة
كان أول فرد من عائلة الشيخ قدم إلى البنغال هو الشيخ أوّال. كان أصلهُ من بغداد ولكنه استقر في شيتاغونغ في القرن الخامس عشر، بعد أن زار المنطقة للدعوة للإسلام. كان متزوجًا من امرأة بنغالية من سونارغون واستقر هناك مع زوجته. تزوج ابنهُ الشيخ ظاهر الدين من عائلة خانداكار في كانديربر واستقر هناك مع عائلته. استقر في كولكاتا مع ابنه الشيخ جان محمود حيث أن كان مقر تجارة الجملة التي يمتهنا هناك. واصل ابن الشيخ جان محمود، الشيخ برهان الدين إدارة تجارة الجملة وعاد في النهاية إلى شرق البنغال. تزوج من عائلة تونجيبارا كازي واستقر هناك بشكل دائم. أما ابنه الشيخ قدرت الله، لهُ ثلاثة أبناء: الشيخ عبد المجيد، والشيخ عبد الحميد، والشيخ عبد الرشيد. والشيخ عبد الحميد هو والد الشيخ لطف الرحمن وجد كل من الشيخ مجيب الرحمن وزوجته شيخة فضيلة النسا مجيب، والشيخ عبد المجيد هو والد الشيخ سايرة خاتون وجد لأم الشيخ مجيب الرحمن. تزوجت الشيخة حسينة، ابنة الشيخ مجيب وبيغوم مجيب، محمد واجد مياه، وبذلك وأُضيف لقب واجد إلى عائلة الشيخ.